# Hadžib
Hadžib (arabský: الحاجب) byl islámským dvorským úředníkem, rovnocenný chalífovým vezírům. Byl pověřen vedením vládcovy domácnosti coby komorník. V raném muslimském světě tato funkce obsahovala plnění různých úkolů. Hadžibové často sloužili jako hlavní ministři či se těšili diktátorskými pravomocemi. Úřad ustanovil Umajjovský chalífát, ale získal vliv a prestiž i na dvoře Abbasovců. Úředník, který se stal hadžibem, byl jedním z nejvyšších chalífových sloužících hned vedle vezírů. Z bagdádského chalífátu se tento post rozšířil do dalších oblastí pod muslimskou nadvládou: v al-Andalusu byl hadžib vždy nadřazený vezírovi a v 10. století měl velikou moc; ve východních dynastiích Samanovců, Bújovců a Ghaznovců úředník s tímto titulem získal převážně vojenskou úlohu. V dynastiích Seldžuckých Turků, ílchánů a Timúrovců se vrátil k úloze dvorského úředníka; u egyptských Fátimovců byl také důležitým úředníkem hadžib al-hudždžab (komorník komorníků, hlavní hadžib) ve stylu Sahib al-bab (pán brány); u Mamlúků získal hadžib důležité soudní pravomoci.